# Cybopella eucalypti
Cybopella eucalypti är en stekelart som beskrevs av Boucek 1988. Cybopella eucalypti ingår i släktet Cybopella och familjen puppglanssteklar. Inga underarter finns listade i Catalogue of Life.